# Закопырин, Анатолий Николаевич
Анатолий Николаевич Закопырин — советский и российский организатор производства, начальник крупнейших строительно-монтажных организаций - Таймырэнергострой и Братскгэсстрой, заслуженный строитель РСФСР, народный депутат РФ (1990—1993).

## Биография
Родился 20 августа 1931 г. в селе Радьковка Курской (ныне Белгородской) области.
Окончил Харьковский горный институт (1955) и аспирантуру Киевской академии строительства и архитектуры, кандидат технических наук.
- 1955—1960 — начальник участка в «Тулшахтострое»,
- 1960—1969 — прораб, начальник СМУ, главный инженер на строительстве Коршуновского ГОК (Иркутская область);
- 1969—1978 — главный инженер, начальник строительства Братского лесопромышленного комбината;
- 1978—1982 — начальника Специального управления «Таймырэнергострой»
- 1982—1984 — начальник Братскгэсстроя.

В 1990 г. избран народным депутатом РСФСР, в том же году вышел из КПСС. Председатель Комиссии Совета Республики Верховного Совета по транспорту, связи и информатике, председатель подкомитета по координации законодательства по межреспубликанским проблемам транспорта и энергетического строительства Комитета Верховного Совета РФ по строительству, архитектуре и жилищно-коммунальному хозяйству.
Последние годы жил в Белгороде.
Заслуженный строитель РСФСР. Награждён орденом Ленина, двумя орденами Трудового Красного Знамени и медалями.
Скончался 15 сентября 2018 года. Похоронен в родном селе Радьковка.

### в сети
- В. Фомин. Исполнилось 80 лет Заслуженному строителю РСФСР А. Н. Закопырину // на портале "Имена Братска"
- "Я надежду строил..." (о засл. строителе А.Н. Закопырине) на портале "Имена Братска". Записал Андрей Черницын. Фото Павел Смертин. Первая публикация - газета "Норильский никель" №3(60) июнь+июль 2011.
- Исполнилось 80 лет заслуженному строителю РСФСР А. Н. Закопырину В. Фомин // газета "Знамя". — 2011. — 19 авг.
- А.Н. Закопырин // Краткая биография на biographiya.com
- А.Н. Закопырин (в память о нём)
- Памяти А.Н. Закопырина // Подборка на LiveInternet (новая книга, небольшой телефильм, письмо Братчанам, отзывы современников...)

### бумажн. изд.
- Закопырин А. Н. Братскгэсстрой. Звёздные часы Отечества : записки начальника Братскгэсстроя / А. Н. Закопырин. — Братск, 2013. — 695 с.
- Кривомазов Н. Возвращение в Братск : очерк / Н. Кривомазов // Наш сибир. характер. — 2014. — № 14. — С. 8-9; Сов.молодёжь. — 1983. — 13 янв.;
- Ходий, В. Взлёты и падения человека-легенды / В. Ходий// Вост.-Сиб. правда. — 2014. — 11-18 февр. — С. 2, 5.
- Наука управления Анатолия Закопырина / Е. Щербаков // Вост.- Сиб. правда. Вкладка «Губерния». — 2013. — 9 дек. — С. 6. ; Наш сибир. характер. — 2014. — № 13. — С. 8-10.
- Легенда Братска / В. Фомин // Знамя. — 2011. — 9 авг. — С. 3.
- Талант Закопырина /А. Степанов // Брат. ун-т. — 2007. — 23 февр.
- Это имя знает Братск // Огни Ангары. — 2006. — № 4. — С. 2.